# Roland C. Bittner
Roland Charles U. Bittner (* 24. Juni 1956 in Dannenberg (Elbe)) ist ein deutscher Facharzt für Radiologie. Zusammen mit Reinhard Roßdeutscher publizierte er unter anderem 1996 den „Leitfaden Radiologie“, der als eines der Standardwerke der radiologischen Literatur gilt und zuletzt auch in einer chinesischen Übersetzung erschien. Er ist Mitherausgeber des bekanntesten Lehrbuchs der röntgendiagnostischen Einstelltechnik. Er hat über 100 wissenschaftliche Artikel und Buchbeiträge publiziert.

## Leben
Ab 1981 studierte Bittner bis 1987 Humanmedizin an der Freien Universität Berlin. Bereits als Student begann er 1985 am neu installierten Magnetresonanztomographen im Klinikum Westend wissenschaftlich zu arbeiten. Der Fokus lag bereits früh auf den Erkrankungen der Atemorgane. Nach seiner Ausbildung bei R. Felix zuletzt am Virchow-Klinikum der Charité wurde er 1993 Facharzt für Radiologie und Oberarzt der Strahlenklinik. Mit der Installation des ersten Spiral-Computertomographen Anfang der 90er Jahre kam ein weiterer Fokus „bildgesteuerte minimalinvasive Eigriffe (Biopsie, Drainage, Schmerztherapie“) hinzu. 1995–1999 war er Sekretär der Imaging-Sektion der European Respiratory Society. Von 2004 bis 2020 war Bittner Chefarzt des Instituts für Diagnostische und Interventionelle Radiologie im Helios-Klinikum „Emil von Behring“ (einschließlich Lungenklinik Heckeshorn). Seit Ende 2022 ist er im Ruhestand. Er ist verheiratet und lebt mit seiner Frau in Kleinmachnow. 

## Werke (Auswahl)
- Lehrbuch der röntgendiagnostischen Einstelltechnik. 7. Auflage. Springer, 2018, ISBN 978-3-662-56255-0.
- CT, EBT, MRT und Angiographie: Radiologische Untersuchungstechnik für MTAR und Ärzte. Elsevier, 2003, ISBN 3-437-46000-5.
- Leitfaden Radiologie. Urban & Fischer, 1996, ISBN 3-437-41210-8. Lizenzübersetzungen in Bulgarien und Taiwan.
- Kernspintomographie intrathorakaler Tumoren mit besonderer Berücksichtigung der Mediastinalbeteiligung beim Bronchialkarzinom. Berlin, Freie Univ., Diss., 1987, DNB 890024685.

| Personendaten    | Personendaten                                |
| ---------------- | -------------------------------------------- |
| NAME             | Bittner, Roland C.                           |
| ALTERNATIVNAMEN  | Bittner, Roland Charles (vollständiger Name) |
| KURZBESCHREIBUNG | deutscher Radiologe                          |
| GEBURTSDATUM     | 24. Juni 1956                                |
| GEBURTSORT       | Dannenberg (Elbe)                            |